# Nascita della Repubblica Italiana

Prima pagina del quotidiano Corriere della Sera, edizione del 6 giugno 1946, che dichiarava la vittoria del voto repubblicano a seguito della proclamazione dei risultati del referendum istituzionale del 2 e 3 giugno.

La Repubblica Italiana nacque in seguito ai risultati del referendum istituzionale, indetto per il 2 giugno 1946 per determinare la forma di Governo a seguito della fine della seconda guerra mondiale. Per la prima volta in Italia partecipavano anche le donne a una consultazione politica nazionale: risultarono votanti circa 13 milioni di donne e 12 milioni di uomini, pari complessivamente all'89,08% degli allora 28 005 449 aventi diritto al voto.
I risultati furono proclamati dalla Corte di cassazione il 10 giugno 1946: 12 717 923 cittadini favorevoli alla repubblica e 10 719 284 cittadini favorevoli alla monarchia.
La notte fra il 12 e 13 giugno, nel corso della riunione del Consiglio dei ministri, il presidente Alcide De Gasperi prese atto del risultato ed assunse le funzioni di capo provvisorio dello Stato. L'ex re Umberto II lasciò volontariamente il paese il 13 giugno 1946, diretto a Cascais, nel sud del Portogallo, senza nemmeno attendere la definizione dei risultati e la pronuncia sui ricorsi presentati dal partito monarchico, che saranno respinti dalla Corte di Cassazione il 18 giugno 1946; lo stesso giorno la Corte integrò i dati delle sezioni mancanti, dando ai risultati il crisma della definitività. I sostenitori della causa monarchica lamentarono azioni di disturbo e brogli elettorali nella consultazione popolare, peraltro mai dimostrati. Subito dopo la consultazione elettorale non mancarono scontri provocati dai sostenitori della monarchia, durante i quali si verificarono alcune vittime, come ad esempio a Napoli, in via Medina.

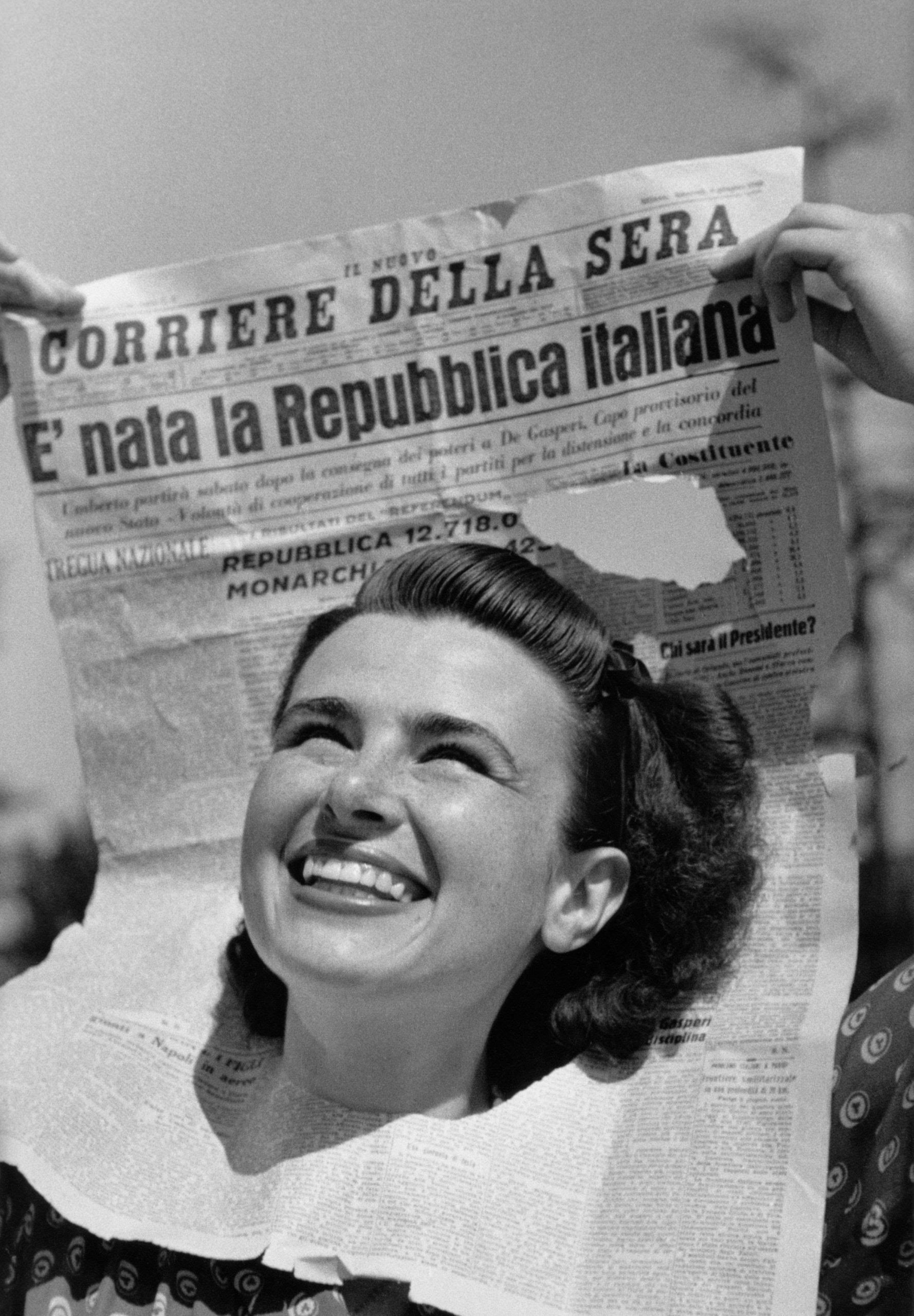
Il volto "simbolo" di Anna Iberti, allora 24enne impiegata dellAvanti!, che attraversa un buco nella copertina del Corriere della Sera del 6 giugno 1946, nella fotografia scattata sul tetto del "Palazzo dei giornali", in Piazza Cavour, a Milano, dove aveva sede il quotidiano socialista, con la notizia dei risultati della nascita della Repubblica Italiana.
La celebre foto fu realizzata da Federico Patellani per il settimanale Tempo, edizione del 15 giugno 1946, parte di un servizio fotografico celebrativo della Repubblica e del nuovo ruolo della donna, e fu proposta anche in prima pagina dallo stesso Corriere e in seguito riutilizzata in moltissime campagne e manifesti.
(Museo di fotografia contemporanea)

Il 2 giugno 1946, insieme con la scelta sulla forma istituzionale dello Stato, i cittadini italiani elessero anche i componenti dell'Assemblea Costituente che doveva redigere la nuova carta costituzionale. Alla sua prima seduta, il 28 giugno 1946, l'Assemblea Costituente elesse a capo provvisorio dello Stato Enrico De Nicola, con 396 voti su 501, al primo scrutinio.
Con l'entrata in vigore della nuova Costituzione della Repubblica Italiana, il 1º gennaio 1948, De Nicola assunse per primo le funzioni di presidente della Repubblica. Si trattò di un passaggio di grande importanza per la storia dell'Italia contemporanea dopo il ventennio fascista, il coinvolgimento nella seconda guerra mondiale e un periodo della storia nazionale assai ricco di eventi. Nello stesso anno, nel mese di maggio, fu poi eletto presidente della Repubblica Luigi Einaudi, primo a completare regolarmente il previsto mandato di sette anni.

## Storia

### Le idee repubblicane e l'unità d'Italia

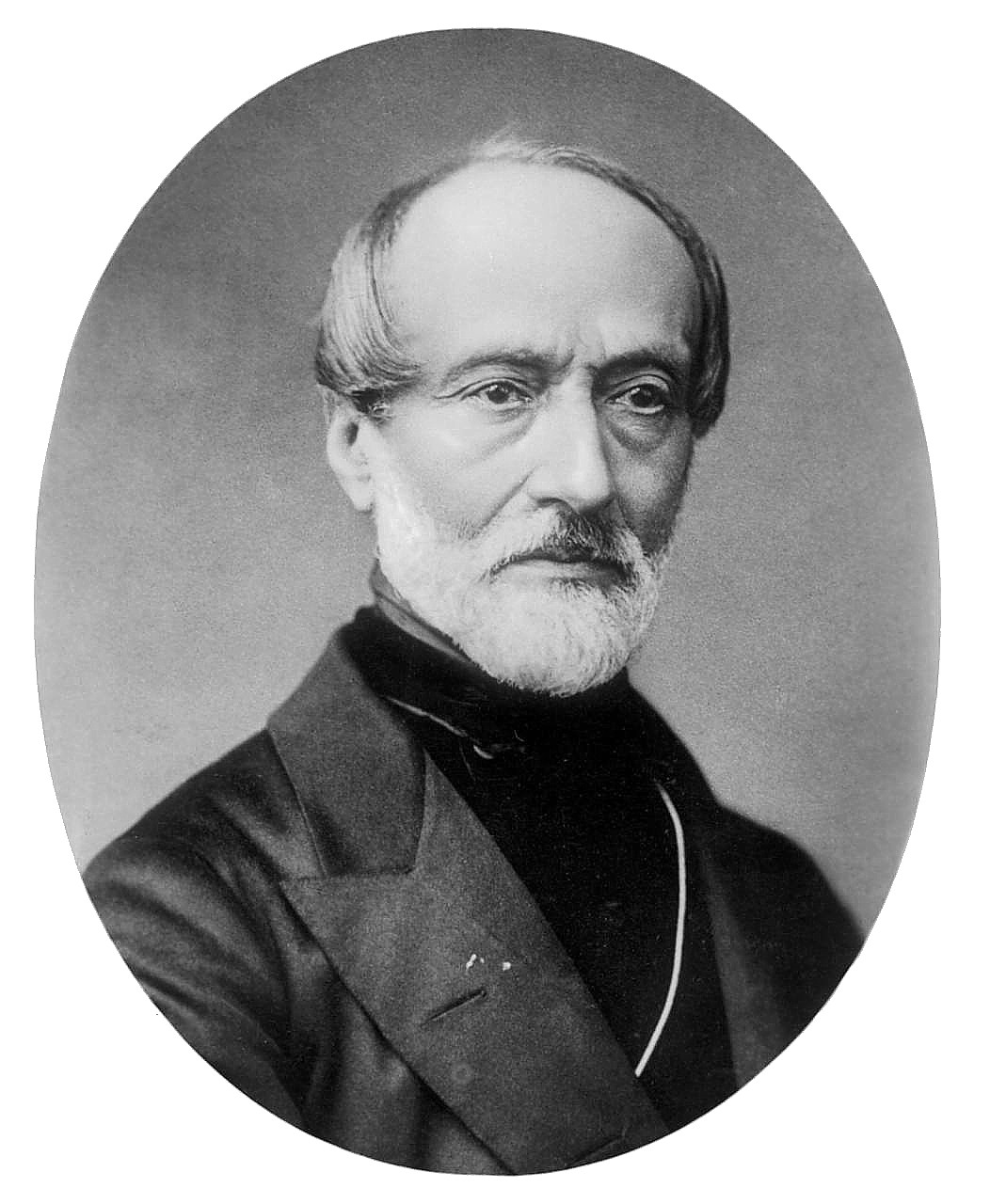
Giuseppe Mazzini

Il movimento repubblicano italiano moderno affonda le sue origini nella storia delle repubbliche del mondo antico (Roma, p.e.) e nella storia delle repubbliche medievali (p.e. Pisa, Siena, Lucca, Firenze, Genova, Venezia, Amalfi, Ragusa...), che entrarono in crisi definitiva nel Rinascimento (solo alcune sopravvissero, tra queste quella di San Marino, ancora esistente e quindi considerata la più antica entità di governo esistente).
Tra i principali teorici e attivisti nella difesa delle repubbliche medievali spiccano uomini come Girolamo Savonarola, Niccolò Machiavelli e Francesco Burlamacchi. 
Dopo la Rivoluzione francese il repubblicanesimo tornò a conquistare seguaci anche in Italia (vedi le così dette Repubbliche giacobine). 
Con la restaurazione dell'inizio '800 il movimento repubblicano divenne rilevante e fu il protagonista dei fatti del 1848.
Tra i principali fautori del repubblicanesimo risorgimentale potremmo citare Giuseppe Mazzini, Carlo Cattaneo, Giuseppe Ferrari, Carlo Pisacane, Cristina Trivulzio di Belgiojoso.
Nel luglio 1831, Giuseppe Mazzini, esule a Marsiglia, fondò la Giovine Italia, il movimento politico che, per primo, si pose come obiettivo quello di trasformare l'Italia in una repubblica democratica unitaria, secondo i principi di libertà, indipendenza e unità, destituendo le monarchie degli stati preunitari, Regno di Sardegna compreso. La Giovine Italia costituì uno dei momenti fondamentali nell'ambito del Risorgimento italiano e il suo programma repubblicano precedette nel tempo sia l'ideologia neoguelfa di Vincenzo Gioberti (unificazione d'Italia sotto il Papato), sia quella filo-piemontese di Cesare Balbo. Successivamente, il milanese Carlo Cattaneo si fece promotore di un'Italia laica come intesa da Mazzini, ma organizzata in repubblica federale.
Il progetto politico mazziniano e quello di Cattaneo furono vanificati dall'azione del presidente del Consiglio piemontese Camillo Benso di Cavour e di Giuseppe Garibaldi; quest'ultimo, pur provenendo dalle file della Giovine Italia mazziniana accantonò il problema istituzionale ai fini dell'Unità d'Italia. Dopo aver proceduto alla conquista di quasi tutta l'Italia meridionale (Regno delle Due Sicilie), con l'impresa della Spedizione dei Mille, Garibaldi consegnò i territori conquistati al Re di Sardegna Vittorio Emanuele II, ricevendo pesanti critiche da alcuni repubblicani stessi che lo accusarono di tradimento, anche se Garibaldi continuò ad agire di propria volontà e in continuo contrasto con il governo monarchico italiano.
Il 17 marzo 1861 il Parlamento Subalpino proclamò Vittorio Emanuele II non re degli italiani ma «re d'Italia, per grazia di Dio e volontà della nazione». Non "primo", come re d'Italia, ma "secondo" come segno distintivo della continuità della dinastia di casa Savoia. La costituzione adottata fu lo Statuto Albertino promulgato nel 1848 da Carlo Alberto di Savoia, re di Sardegna.

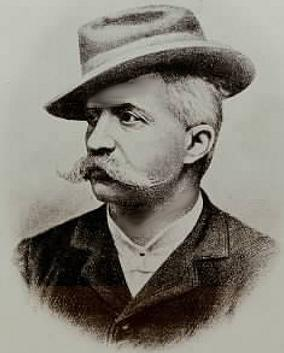
Felice Cavallotti

Nel 1861, quando, in seguito al processo di unificazione, al Regno di Sardegna successe il Regno d'Italia, lo statuto non fu modificato (non era prevista una revisione costituzionale) e restò dunque il cardine giuridico al quale si sottometteva anche il nuovo stato nazionale. Prevedeva un sistema bicamerale, con il parlamento suddiviso nella Camera dei deputati, elettiva (ma solo nel 1911 si sarebbe giunti, con Giolitti, al suffragio universale maschile), e nel Senato, di sola nomina regia.
Gli esponenti repubblicani – che, nel 1853, avevano costituito il Partito d'Azione – parteciparono anch'essi alle elezioni del Parlamento italiano; gli stessi Mazzini e Garibaldi risultarono eletti in talune occasioni. Nel 1877, repubblicani e democratici costituirono il gruppo parlamentare dell'estrema sinistra. Il problema del giuramento di fedeltà alla monarchia, richiesto agli eletti, fu polemicamente risolto dal maggior esponente dell'"estrema", Felice Cavallotti, il quale, prima di recitare la formula dovuta, ribadì le sue convinzioni repubblicane, precisando di non attribuire alcun valore etico o morale alla formalità cui si stava sottoponendo. Nel 1895 anche i repubblicani più intransigenti cominciarono a partecipare alla vita politica del Regno, costituendo il Partito Repubblicano Italiano. Due anni dopo, l'estrema sinistra conseguì il massimo storico degli eletti al Parlamento con 81 deputati, nelle tre componenti radical-democratica, socialista e repubblicana.
Con la morte di Cavallotti e l'ingresso nel XX secolo, la componente radicale rinunciò per prima alla riproposizione del problema istituzionale. Nel 1901, il suo leader Ettore Sacchi affermò che ogni “pregiudiziale” nei confronti della monarchia doveva essere abbandonata, ritenendo tutte le riforme propugnate dai radicali compatibili con l'istituto monarchico. Nel 1913, tuttavia, i socialisti ufficiali, i sindacalisti e i repubblicani conseguirono un lusinghiero risultato, riuscendo a far eleggere ben 77 deputati, senza contare i socialisti riformisti, filo-monarchici.
Nel 1914, allo scoppio della prima guerra mondiale, l'Italia poteva essere annoverata fra le democrazie liberali, benché le tensioni interne, dovute alle rivendicazioni delle classi popolari, insieme con la non risolta questione del rapporto con la Chiesa cattolica per i fatti del 1870 (presa di Porta Pia e occupazione di Roma), lasciassero ampie zone d'ombra.

### Il repubblicanesimo nel primo dopoguerra e l'avvento del fascismo
Alle elezioni del 1919, i partiti di ideologia repubblicana (i Socialisti massimalisti e il Partito Repubblicano) conseguirono alla Camera dei deputati 165 seggi su 508; nel 1921, dopo la fondazione del Partito Comunista d'Italia, i tre partiti elessero complessivamente 145 deputati su 535. Sostanzialmente, all'inizio del primo dopoguerra, circa il 30% degli eletti alla Camera era favorevole a una Repubblica democratica o socialista.
In questo contesto si inserì Mussolini fondando i Fasci italiani di combattimento, che, in breve, utilizzando le tematiche care ai nazionalisti italiani e sfruttando la delusione per la "vittoria mutilata", si sarebbe presentato come baluardo del sistema politico liberale italiano filo monarchico contro la sinistra marxista e rivoluzionaria di ideologia repubblicana. Non indifferente fu l'appoggio al giovane movimento dell'alta borghesia, sia terriera sia industriale, dell'aristocrazia (la stessa regina madre, Margherita di Savoia, fu sostenitrice del fascismo), dell'alto clero e degli ufficiali, naturalmente dato dopo aver espunto quei caratteri socialisteggianti tipici del sansepolcrismo. In realtà il sistema politico liberale elesse il fascismo a suo baluardo ma ne fu a sua volta vittima, poiché venne sostituito da un regime autoritario, totalitario, militarista e nazionalista.
La nomina, da parte di Vittorio Emanuele III, di Benito Mussolini come primo ministro, nell'ottobre 1922, seppur non contraria allo Statuto, che attribuiva al re ampio potere di designare il governo, era contraria alla prassi che si era instaurata nei decenni precedenti. Lo stesso Statuto albertino ne uscì svuotato nei contenuti dopo l'instaurazione effettiva della dittatura fascista nel 1925. Le libertà che esso garantiva furono sospese e il Parlamento fu addomesticato al volere del nuovo governo. Infatti, la posizione del cittadino al cospetto delle istituzioni vide, durante il fascismo, una duplicazione della sottomissione prima dovuta al re, e ora anche al "duce" (Benito Mussolini), e si fece più labile la condizione di pariteticità fra i cittadini (e fra questi e le istituzioni), allontanandosi dai principi democratici già raggiunti. La rappresentanza fu fortemente (se non assolutamente) condizionata, vietando tutti i partiti e le associazioni che non fossero controllate dal regime (eccezion fatta per quelle controllate dalla Chiesa cattolica, comunque soggette a forti condizionamenti, e della Confindustria), giungendo a trasformare la Camera dei deputati in Camera dei Fasci e delle Corporazioni, in violazione allo Statuto. In tutti questi anni, da parte del potere regale, non vi fu alcun esplicito tentativo di opporsi alla politica del governo fascista.

### I partiti antifascisti all'estero e in Italia

Ferruccio Parri

Con l'approvazione delle leggi eccezionali del fascismo (regio decreto 6 novembre 1926, n. 1848), furono disciolti tutti i partiti politici operanti nel territorio italiano, con eccezione del Partito nazionale fascista. Alcuni di essi, peraltro, si trasferirono o si ricostituirono all'estero, principalmente in Francia. Il 28 marzo 1927, a Parigi, tra il PRI, il PSI, il PSULI (nome assunto dai socialisti riformisti di Turati), la Lega italiana dei diritti dell'uomo e l'ufficio estero della CGIL di Bruno Buozzi si costituì la Concentrazione antifascista. Ne rimasero fuori il Partito Comunista d'Italia e gli aderenti ai partiti non ricostituitisi in esilio (liberali, popolari, ecc.).
Nel maggio del 1928, il Comitato centrale della Concentrazione antifascista, indicò nell'instaurazione della repubblica democratica dei lavoratori, l'obiettivo finale della battaglia antifascista. Dopo la confluenza del PSULI di Turati, Treves e Saragat nel Partito Socialista Italiano di Pietro Nenni (luglio 1931), anche il movimento liberal socialista di Carlo Rosselli, Giustizia e Libertà entrò nella Concentrazione antifascista (ottobre 1931).
Nel maggio del 1934, la Concentrazione Antifascista si sciolse, a causa dell'orientamento del Partito Socialista verso un patto d'unità d'azione con il Partito Comunista, ma senza mettere in discussione la scelta antifascista e repubblicana dei suoi partiti. Il patto d'unità d'azione tra socialisti e comunisti fu stipulato nell'agosto del 1934 e rimase in vigore sino al 1956.
Nel frattempo, in Italia, si formarono clandestinamente altri nuclei antifascisti legati a Giustizia e Libertà, soprattutto a Milano, con Ferruccio Parri e Riccardo Bauer e a Firenze, con Ernesto Rossi. Su impulso di tali componenti, il 4 giugno 1942, fu costituito, con la pregiudiziale repubblicana, il Partito d'Azione, riprendendo il nome dell'omonimo partito mazziniano del 1853 e che rappresenterà, nel 1944/45, per rilevanza desumibile dal collegamento con le unità partigiane, la seconda forza del CLN (il partito politico collegato al maggior numero di formazioni partigiane sarà il Partito Comunista Italiano).

### La "crisi istituzionale" tra 1943 e 1944

Bandiera del Comitato di Liberazione Nazionale (1943-1945)

Il 25 luglio 1943, quando la guerra a fianco della Germania ormai volgeva al peggio, Vittorio Emanuele III, in accordo con parte dei gerarchi fascisti, revocò il mandato a Mussolini e lo fece arrestare, affidando il governo al maresciallo Pietro Badoglio. Il nuovo governo cominciò i contatti con gli Alleati per giungere a un armistizio.
All'annuncio dell'Armistizio di Cassibile, l'8 settembre 1943, l'Italia precipitò nel caos. Vittorio Emanuele III, la corte e il governo Badoglio fuggirono da Roma (in cui erano presenti forze tedesche) a Brindisi (libera dal controllo dei nazisti e che sarà in breve raggiunta dall'avanzata degli angloamericani). L'esercito nel suo complesso, privo di ordini, sbandò e venne rapidamente disarmato dalle truppe tedesche e il Paese si trovò diviso in due: il Regno del sud, già liberato dagli alleati, formalmente sotto la sovranità sabauda, e la Repubblica Sociale Italiana (RSI), nelle regioni ancora occupate dai nazisti, formalmente guidata da Mussolini.
Dal punto di vista legale nulla era cambiato, ma dal punto di vista sostanziale il potere del monarca era venuto a mancare per la scissione del territorio nazionale in zone distinte, entrambi per motivi diversi sottratti alla regia potestas: il Nord e il centro Italia, inclusa Roma, la capitale, si trovavano di fatto, tramite la RSI, sotto il ferreo controllo tedesco, al Sud le condizioni dell'armistizio avevano privato il Re del potere statutario e della sovranità di fatto, per via delle limitazioni derivanti dall'armistizio.
Di fronte a questa delegittimazione del potere regio, perciò, si affermarono come nuovi soggetti politici i partiti italiani, ricostituitisi nonostante il formale mantenimento del divieto, e uniti nel Comitato di Liberazione Nazionale (CLN): ne facevano parte il Partito Comunista Italiano, il Partito Socialista Italiano di Unità Proletaria, Democrazia del Lavoro, il Partito d'Azione, la Democrazia Cristiana e il Partito Liberale Italiano.
Il CLN si affermò anche sulla scena internazionale, come soggetto complesso, plurimo, che si candidava all'egemonia politica nel Paese con il Congresso di Bari (28-29 gennaio 1944), in cui unanimemente i partiti aderenti chiesero l'abdicazione del Re nonché la composizione di un Governo con pieni poteri e con la partecipazione di tutti i sei partiti, per affrontare la guerra e « [...] al fine di predisporre con garanzia di imparzialità e libertà la convocazione di un'Assemblea costituente appena cessate le ostilità».

### La "tregua istituzionale": dalla svolta di Salerno al referendum

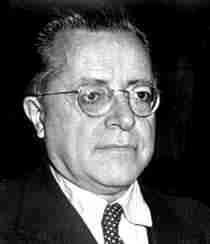
Palmiro Togliatti

Nel 1944 si ebbe l'improvviso riconoscimento del Governo Badoglio da parte dell'Unione Sovietica, fatto che spiazzò sia gli angloamericani (all'oscuro delle relative trattative) sia la sinistra politica italiana, che fino ad allora aveva una posizione di netta chiusura nei confronti della monarchia.
Su pressione di Stalin i comunisti italiani diedero la loro disponibilità a entrare nel governo e gli altri partiti di sinistra si sentirono obbligati a fare altrettanto per non restare fuori dai giochi politici.
Si pervenne così alla "Svolta di Salerno": i partiti politici mettevano da parte i sentimenti antimonarchici per rimandare alla fine della guerra la questione istituzionale e accettavano di entrare in un nuovo governo guidato da Badoglio; il Sovrano accettava di cedere i suoi poteri a suo figlio allorché Roma fosse stata liberata. Nel frattempo il governo avrebbe spostato la sua sede a Salerno, vicino al quartier generale alleato di Caserta. Tale vicinanza aveva anche valenza politica in quanto ora gli Alleati avevano maggior considerazione del governo italiano.
Il 4 giugno 1944, con l'ingresso delle truppe alleate, Roma fu liberata. Vittorio Emanuele III nominò suo figlio Umberto II luogotenente del Regno. Fu nominato un nuovo Governo, in cui entrarono tutti i partiti del Comitato di liberazione e il cui Presidente del Consiglio fu Bonomi.
Il precedente accordo tra la Corona e il CLN fu formalizzato nel decreto legge luogotenenziale n. 151/1944 in cui si stabiliva che alla fine della guerra sarebbe stata convocata un'Assemblea costituente per dare una Costituzione allo Stato e risolvere la questione istituzionale. I Ministri, nel frattempo, si sarebbero impegnati ad agire senza in nulla pregiudicare la risoluzione della questione istituzionale.
Il Governo, inoltre, con tale decreto si attribuiva la funzione legislativa. Essendo lo Statuto del Regno (meglio noto come Statuto Albertino) una costituzione flessibile (esso cioè non prevedendo l'esistenza di leggi costituzionali poteva essere modificato con legge ordinaria), di fatto tale decreto dava vita a una sorta di assetto costituzionale transitorio, che introduceva una nuova forma di legislazione: il decreto legislativo luogotenenziale.

### Il suffragio universale e l'assemblea costituente
Il 31 gennaio 1945, con l'Italia divisa e il Nord sottoposto all'occupazione tedesca, il Consiglio dei ministri, presieduto da Ivanoe Bonomi, approvò un decreto che riconosceva il diritto di voto alle donne (decreto legislativo luogotenenziale n. 23 del 2 febbraio 1945). Venne così riconosciuto il suffragio universale, dopo i vani tentativi fatti nel 1881 e nel 1907 dalle donne dei vari partiti.
Contestualmente al referendum istituzionale del 2 giugno 1946 venne eletta l'Assemblea Costituente, che elaborò e approvò la Costituzione della Repubblica Italiana, che entrò in vigore il 1º gennaio 1948.

## Il referendum istituzionale del 1946

### Convocazione dei comizi

Scritte sui muri a Roma (via di Villa Certosa) durante la campagna elettorale

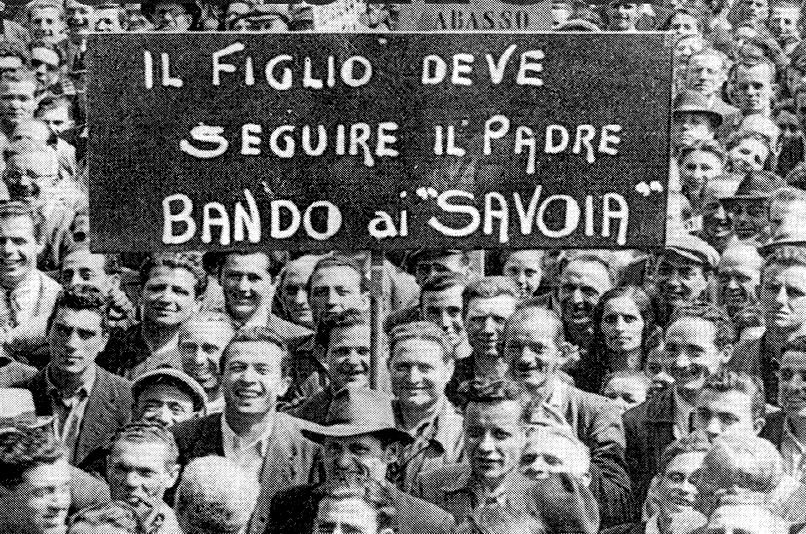
1946, comizio antimonarchico

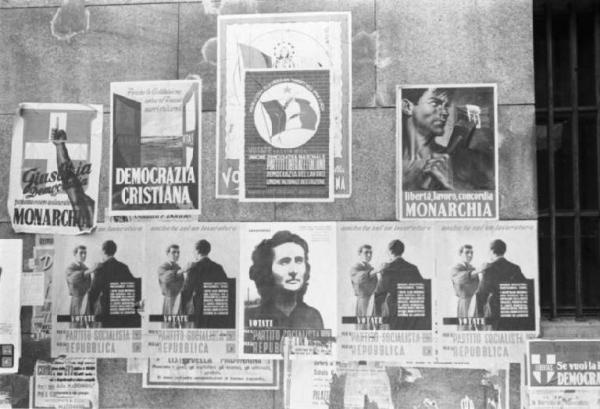
1946 elezioni per la Costituente - propaganda elettorale

1946, manifestazione per la Repubblica

Il decreto luogotenenziale n. 151 del 25 giugno 1944, emanato durante il governo Bonomi, tradusse in norma l'accordo che, al termine della guerra, fosse indetta una consultazione fra tutta la popolazione per scegliere la forma dello Stato ed eleggere un'Assemblea Costituente.
L'attuazione del decreto dovette attendere che la situazione interna italiana si consolidasse e si chiarisse: nell'aprile 1945 (fine della guerra) l'Italia era un paese sconfitto, occupato da truppe straniere, possedeva un governo che aveva ottenuto la definizione di cobelligerante e una parte della popolazione aveva contribuito a liberare il paese dall'occupazione tedesca.
Il 16 marzo 1946 il principe Umberto decretò, come previsto dall'accordo del 1944, che la forma istituzionale dello Stato sarebbe stata decisa mediante referendum da indirsi contemporaneamente alle elezioni per l'Assemblea Costituente. Il decreto per l'indizione del referendum recitava, in una sua parte: « [...] qualora la maggioranza degli elettori votanti si pronunci...», frase che poteva lasciar intendere che esisteva anche la possibilità che nessuna delle due forme istituzionali proposte (monarchia o repubblica) raggiungesse la maggioranza degli elettori votanti. L'ambiguità di questa espressione sarà causa di accesi dibattiti e contestazioni post-referendarie, comunque ininfluenti per la proclamazione del risultato referendario, in quanto i voti favorevoli alla repubblica saranno numericamente superiori alla somma complessiva delle schede bianche, nulle e favorevoli alla monarchia.
Oltre ai tradizionali partiti di orientamento repubblicano (PCI, PSIUP, PRI e Partito d'Azione) tra il 24 e il 28 aprile 1946, nell'ambito dei lavori del suo I Congresso, anche la Democrazia Cristiana, a scrutinio segreto, si espresse a favore della Repubblica, con 730.500 voti favorevoli, 252.000 contrari, 75.000 astenuti e 4.000 schede bianche. L'unico partito del CLN a esprimersi in senso favorevole alla monarchia fu il Partito Liberale, che durante il suo congresso nazionale, tenutosi a Roma, votò una mozione in tal senso, con 412 voti contro 261. Alla consultazione referendaria, il PLI si presentò insieme con Democrazia del lavoro nella lista Unione Democratica Nazionale. Il Fronte dell'Uomo Qualunque, di nuova costituzione, assunse una posizione agnostica.
Allo scopo di garantire l'ordine pubblico venne creato, a cura del Ministero dell'Interno diretto da Giuseppe Romita, un corpo accessorio di polizia ausiliaria.
Per la prima volta nella storia elettorale italiana venne effettuato anche un sondaggio sulle previsioni del voto, realizzato dalla Doxa, fondata nello stesso anno da Pierpaolo Luzzatto Fegiz e pubblicato dal periodico milanese Il Sole il 28 e il 29 maggio 1946, che riportò le seguenti opinioni degli intervistati: per il 9% ci sarebbe stato un "esito sicuramente favorevole alla monarchia"; per il 16% "probabilmente favorevole alla monarchia"; per il 15% l'esito era "incerto"; per il 26% "probabilmente favorevole alla repubblica"; per il 25% "sicuramente favorevole alla repubblica" e un restante 9% "non sapeva".

### Abdicazione ed esilio di Vittorio Emanuele III
Un mese prima del referendum Vittorio Emanuele III accettò di abdicare in favore del figlio Umberto, già luogotenente del Regno.
Gli esponenti dei partiti favorevoli alla Repubblica protestarono, ritenendo che l'assunzione dei poteri regali, da parte del luogotenente del Regno, contrastasse con l'art. 2 del decreto legislativo luogotenenziale 16 marzo 1946, n. 98, che prevedeva: «Qualora la maggioranza degli elettori votanti si pronunci in favore della Monarchia, continuerà l'attuale regime luogotenenziale fino all'entrata in vigore delle deliberazioni dell'Assemblea sulla nuova Costituzione e sul Capo dello Stato».
L'abdicazione di Vittorio Emanuele III e la conseguente cessazione del regime luogotenenziale era stata richiesta dai monarchici nella speranza che la successione a pieno titolo del principe ereditario, figura meno compromessa del padre, prima della consultazione referendaria, potesse attrarre maggior favore popolare. Successivamente l'ex-sovrano partì immediatamente in esilio volontario ad Alessandria d'Egitto. Umberto II confermò la promessa fatta di rispettare il volere liberamente espresso dei cittadini circa la scelta della forma istituzionale, ma poi non lo accetterà mai.

### Operazioni di voto

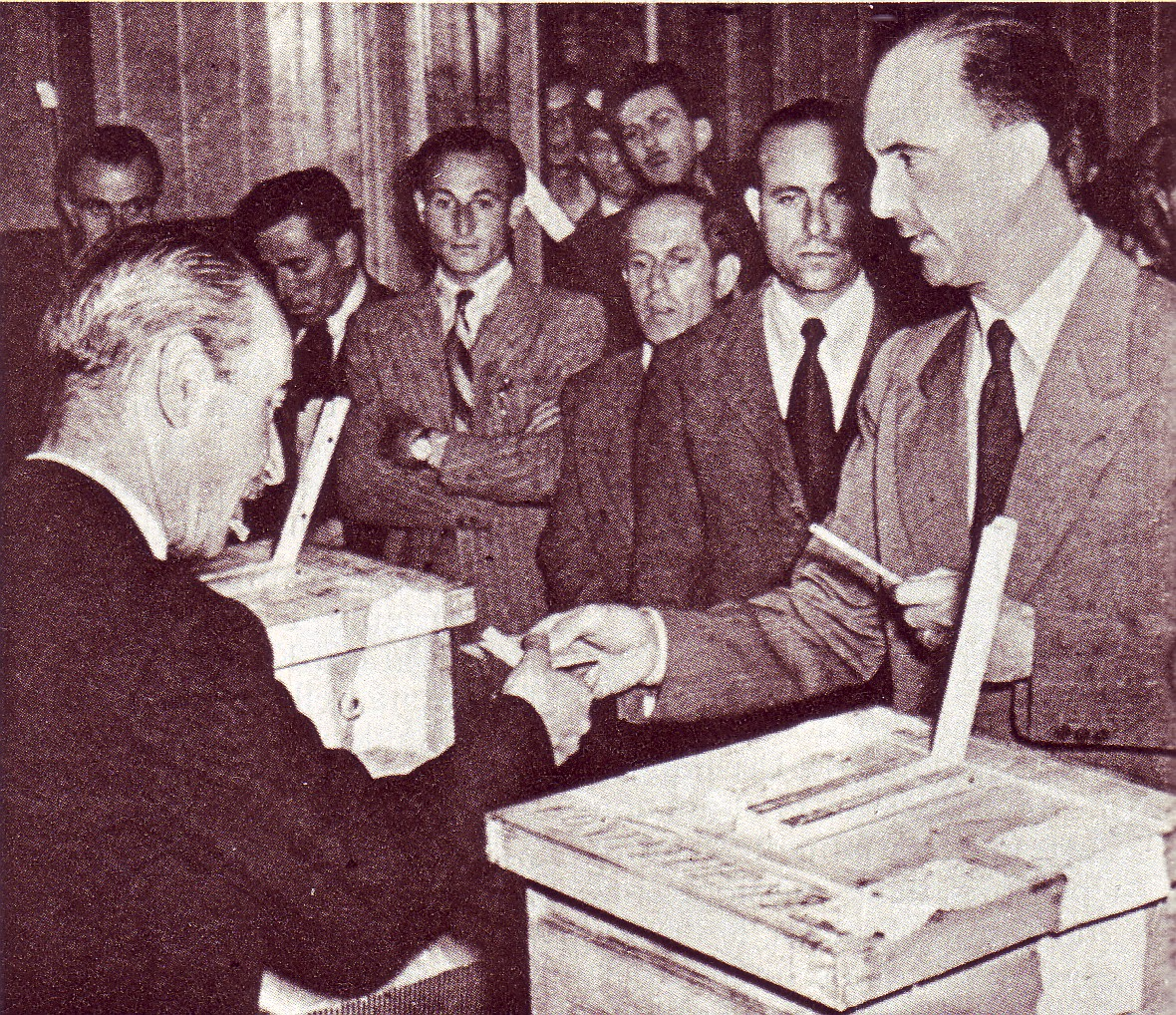
Umberto II si reca a votare il 3 giugno 1946 per il referendum istituzionale.

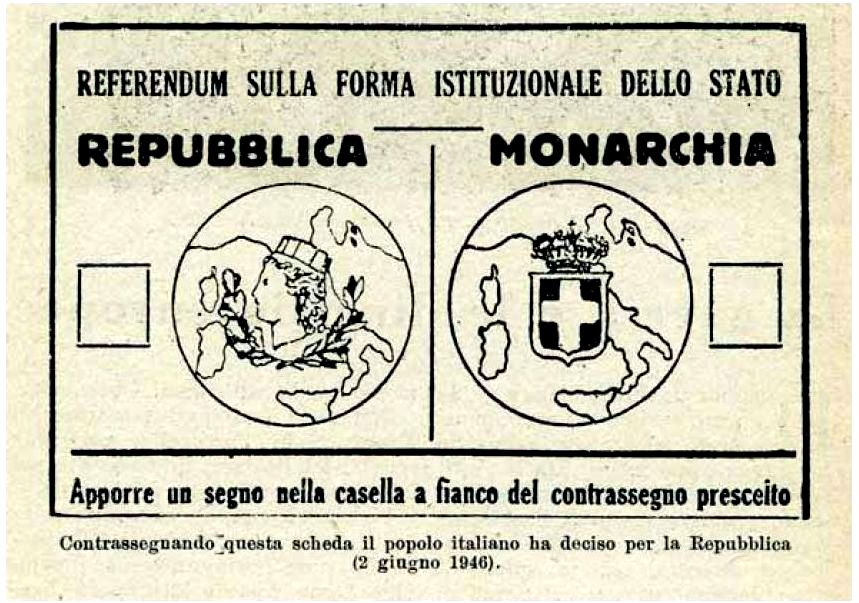
Scheda del referendum istituzionale

Nella giornata del 2 giugno e la mattina del 3 giugno 1946 ebbe dunque luogo il referendum per scegliere fra monarchia o repubblica. I voti validi in favore della soluzione repubblicana furono circa due milioni più di quelli per la monarchia. I ricorsi della parte soccombente furono respinti e le voci di presunti brogli non furono mai confermate.
I votanti furono 24 946 878, pari circa all'89,08% degli aventi diritto al voto, che risultavano essere 28 005 449; le schede convalidate furono 23 437 207, quelle invalidate (bianche escluse) 1 509 735.
Al referendum del 2 giugno le donne votarono con un’affluenza pari circa all’82%. I risultati ufficiali del referendum istituzionale furono: repubblica voti 12 718 641 (pari a circa il 54,27% delle schede convalidate), monarchia voti 10 718 502 (pari a circa il 45,73% delle schede convalidate).
Analizzando i dati regione per regione si nota come l'Italia si fosse praticamente divisa in due: il nord, dove la repubblica aveva vinto con il 66,2%, e il sud, dove la monarchia aveva vinto con il 63,8%.
Non poterono votare coloro che prima della chiusura delle liste elettorali si trovavano ancora al di fuori del territorio nazionale, nei campi di prigionia o di internamento all'estero, né i cittadini dei territori delle province di Bolzano (complessivamente 300 000 abitanti) (fatti salvi i comuni di Anterivo, Bronzolo, Cortaccia, Egna, Lauregno, Magrè, Montagna, Ora, Proves, Salorno, Senale-San Felice e Trodena, allora parte della provincia di Trento), Gorizia, Trieste, Pola, Fiume e Zara (in totale 1 325 000 abitanti), in quanto oggetto di contesa internazionale e ancora soggette ai governi militari alleato o jugoslavo. Furono inoltre esclusi coloro che erano rientrati in Italia fra la data di chiusura delle liste (aprile 1946) e le votazioni.
Da tutta Italia le schede elettorali e i verbali delle 31 circoscrizioni sono trasferite a Roma, nella Sala della Lupa di Montecitorio. Il conteggio avviene in presenza della Corte di cassazione, seduti a un tavolo a ferro di cavallo, degli ufficiali angloamericani della Commissione alleata e dei giornalisti.
Due addetti assommano i dati dei verbali su due macchine calcolatrici, una per la monarchia e una per la repubblica, tenendo una seconda conta a mano.
La Stampa di mercoledì 5 giugno, sotto il titolo Affermazione della Democrazia Cristiana, ne riporta un altro più piccolo: La repubblica in vantaggio di 1.200.000 voti (alla fine il margine sarà più ampio).

### Risultati elettorali

1946, il ministro dell'interno Giuseppe Romita annuncia i risultati delle votazioni per il referendum istituzionale.

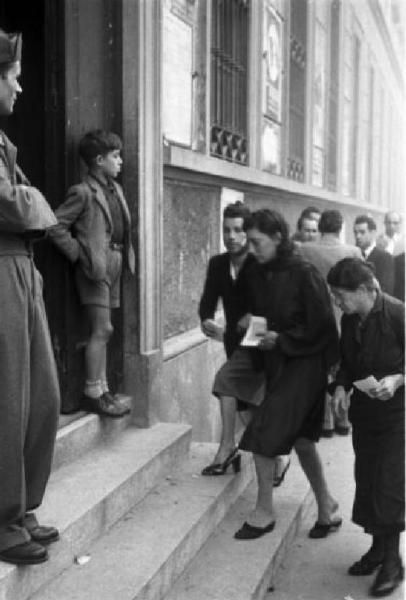
Cittadini di Roma si recano alle urne. Col referendum istituzionale del 1946 per la prima volta in Italia anche alle donne fu riconosciuto il diritto di voto politico.

Il 10 giugno 1946 la Corte suprema di cassazione proclamò i risultati del referendum, mentre il 18 giugno integrò i dati delle sezioni mancanti ed emise il giudizio definitivo sulle contestazioni, le proteste e i reclami concernenti le operazioni referendarie:
| Repubblica     | 12 718 641 | 54,27 |  |  |  |  |  |  |
| Monarchia      | 10 718 502 | 45,73 |  |  |  |  |  |  |
| Totale         | 23 437 207 | 100   |  |  |  |  |  |  |
|                |            |       |  |  |  |  |  |  |
| Schede bianche | 1 146 729  | 4,60  |  |  |  |  |  |  |
| Schede nulle   | 1 509 735  | 6,05  |  |  |  |  |  |  |
| Votanti        | 24 946 878 | 89,08 |  |  |  |  |  |  |
| Elettori       | 28 005 449 |       |  |  |  |  |  |  |

I dati sono suddivisi per circoscrizioni
| Circoscrizione                          | Repubblica | Repubblica | Monarchia  | Monarchia | Affluenza  | Affluenza |
| Circoscrizione                          | Voti       | %          | Voti       | %         | Votanti    | %         |
| --------------------------------------- | ---------- | ---------- | ---------- | --------- | ---------- | --------- |
| Aosta                                   | 28 516     | 63,47%     | 16 411     | 36,53%    | 50 946     | 84,00%    |
| Torino-Novara-Vercelli                  | 803 191    | 59,90%     | 537 693    | 40,10%    | 1 426 036  | 91,12%    |
| Cuneo-Alessandria-Asti                  | 412 666    | 51,93%     | 381 977    | 48,07%    | 867 945    | 89,75%    |
| Genova-Imperia-La Spezia-Savona         | 633 821    | 69,05%     | 284 116    | 30,95%    | 960 214    | 85,62%    |
| Milano-Pavia                            | 1 152 832  | 68,01%     | 542 141    | 31,99%    | 1 776 444  | 90,31%    |
| Como-Sondrio-Varese                     | 422 557    | 63,59%     | 241 924    | 36,41%    | 715 755    | 90,98%    |
| Brescia-Bergamo                         | 404 719    | 53,84%     | 346 995    | 46,16%    | 805 508    | 91,67%    |
| Mantova-Cremona                         | 304 472    | 67,19%     | 148 688    | 32,81%    | 486 354    | 93,83%    |
| Trento                                  | 192 123    | 85,00%     | 33 903     | 15,00%    | 238 198    | 91,04%    |
| Verona-Padova-Vicenza-Rovigo            | 648 137    | 56,24%     | 504 405    | 43,76%    | 1 258 840  | 92,22%    |
| Venezia-Treviso                         | 403 424    | 61,52%     | 252 346    | 38,48%    | 712 475    | 91,49%    |
| Udine-Belluno                           | 339 858    | 63,07%     | 199 019    | 36,93%    | 592 463    | 88,51%    |
| Bologna-Ferrara-Ravenna-Forlì           | 880 463    | 80,46%     | 213 861    | 19,54%    | 1 151 376  | 92,40%    |
| Parma-Modena-Piacenza-Reggio Emilia     | 646 214    | 72,78%     | 241 663    | 27,22%    | 955 660    | 92,58%    |
| Firenze-Pistoia                         | 487 039    | 71,58%     | 193 414    | 28,42%    | 723 028    | 92,08%    |
| Pisa-Livorno-Lucca-Massa e Carrara      | 456 005    | 70,12%     | 194 299    | 29,88%    | 703 016    | 89,99%    |
| Siena-Arezzo-Grosseto                   | 338 039    | 73,84%     | 119 779    | 26,16%    | 487 485    | 92,72%    |
| Ancona-Pesaro-Macerata-Ascoli Piceno    | 499 566    | 70,12%     | 212 925    | 29,88%    | 759 011    | 91,65%    |
| Perugia-Terni-Rieti                     | 336 641    | 66,70%     | 168 103    | 33,30%    | 538 136    | 90,26%    |
| Roma-Viterbo-Latina-Frosinone           | 711 260    | 48,99%     | 740 546    | 51,01%    | 1 510 656  | 84,07%    |
| L'Aquila-Pescara-Chieti-Teramo          | 286 291    | 46,78%     | 325 701    | 53,22%    | 648 932    | 87,61%    |
| Benevento-Campobasso                    | 103 900    | 30,06%     | 241 768    | 69,94%    | 369 616    | 88,82%    |
| Napoli-Caserta                          | 241 973    | 21,12%     | 903 651    | 78,88%    | 1 207 906  | 84,77%    |
| Salerno-Avellino                        | 153 978    | 27,09%     | 414 521    | 72,91%    | 607 530    | 88,05%    |
| Bari-Foggia                             | 320 405    | 38,51%     | 511 596    | 61,49%    | 865 951    | 90,15%    |
| Lecce-Brindisi-Taranto                  | 147 376    | 24,70%     | 449 253    | 75,30%    | 630 987    | 90,04%    |
| Potenza-Matera                          | 108 289    | 40,61%     | 158 345    | 59,39%    | 286 575    | 88,70%    |
| Catanzaro-Cosenza-Reggio Calabria       | 338 959    | 39,72%     | 514 344    | 60,28%    | 900 635    | 85,56%    |
| Catania-Messina-Siracusa-Ragusa-Enna    | 329 874    | 31,76%     | 708 874    | 68,24%    | 1 107 524  | 85,28%    |
| Palermo-Trapani-Agrigento-Caltanissetta | 379 861    | 38,98%     | 594 686    | 61,02%    | 1 032 102  | 85,77%    |
| Cagliari-Sassari-Nuoro                  | 206 192    | 39,07%     | 321 555    | 60,93%    | 569 574    | 85,91%    |
| Totale                                  | 12 718 641 | 54,27%     | 10 718 502 | 45,73%    | 24 946 878 | 89,08%    |

### Gli esiti per la formazione dell'Assemblea costituente
I deputati da eleggere erano 556, ai 573 previsti mancando quelli di alcune province. Come si vede, i partiti che si erano espressi per la scelta repubblicana (DC, PCI, PSIUP, PRI e Pd'Az) ottennero complessivamente una percentuale di voti (poco più dell'80%) molto superiore di quella espressa in favore della Repubblica nella consultazione referendaria (54,3%). Assolutamente deludente fu il risultato delle liste monarchico-liberali (poco meno del 10%) a fronte del 45,7% dei voti espressi in favore della monarchia. Il Fronte dell'Uomo Qualunque aveva mantenuto una posizione agnostica.
La ripartizione dei voti fu la seguente:
| Partito     | Partito                                         | Percentuale voti | Seggi |
| ----------- | ----------------------------------------------- | ---------------- | ----- |
|             | Democrazia Cristiana                            | 35,21%           | 207   |
|             | Partito Socialista Italiano di Unità Proletaria | 20,68%           | 115   |
|             | Partito Comunista Italiano                      | 18,93%           | 104   |
|             | Unione Democratica Nazionale                    | 6,79%            | 41    |
|             | Fronte dell'Uomo Qualunque                      | 5,27%            | 30    |
|             | Partito Repubblicano Italiano                   | 4,36%            | 23    |
|             | Blocco Nazionale della Libertà                  | 2,77%            | 16    |
|             | Partito d'Azione                                | 1,45%            | 7     |
| Altre liste | Altre liste                                     | 4,56%            | 13    |

## Le conseguenze politiche del referendum

### La proclamazione dei risultati e i disordini

10 giugno 1946, la Corte di Cassazione convalida i risultati delle votazioni per il referendum istituzionale

Il 10 giugno, alle ore 18:00, nella Sala della Lupa a Montecitorio a Roma la Corte di Cassazione, secondo quanto attestato dai verbali, proclamò i risultati del referendum e cioè: 12 672 767 voti per la repubblica, e 10 688 905 per la monarchia. Il verbale, tuttavia, si concludeva con una frase ambigua: «La corte, a norma dell'art. 19 del D.L.L. 23 aprile 1946, n. 219, emetterà in altra adunanza il giudizio definitivo sulle contestazioni, le proteste e i reclami presentati agli uffici delle singole sezioni e agli uffici circoscrizionali o alla stessa corte concernenti lo svolgimento delle operazioni relative al referendum; integrerà i risultati con i dati delle sezioni ancora mancanti e indicherà il numero complessivo degli elettori votanti e quello dei voti nulli».
Il Corriere della Sera già di giovedì 6 giugno aveva titolato: È nata la Repubblica italiana, riportando i risultati: repubblica 12.718.019, monarchia 10.709.423. La Stampa, quotidiano torinese, aveva pubblicato similmente: È nata l'Italia repubblicana, sottotitolando La famiglia reale si imbarca per il Portogallo.
L'11 giugno, dichiarato festivo come primo giorno della repubblica, si svolsero in molte città manifestazioni a favore della repubblica.
Immediatamente dopo la proclamazione dei risultati, il Consiglio dei Ministri si riunì, per dare attuazione al 3º comma dell'art. 2 del Decreto Legislativo luogotenenziale 16 marzo 1946, n. 98: «Nella ipotesi prevista dal primo comma (cioè la vittoria della Repubblica, n.d.r.), dal giorno della proclamazione dei risultati del referendum e fino alla elezione del Capo provvisorio dello Stato, le relative funzioni saranno esercitate dal Presidente del Consiglio dei Ministri in carica nel giorno delle elezioni». Dopo lunga discussione si giunse alla decisione che, prima di procedere in tal senso, sarebbe stata opportuna, per motivi di cortesia istituzionale, la sottoposizione a Umberto II del seguente documento: «Preso atto della proclamazione dei risultati del referendum fatta dalla Corte di Cassazione, tenuto conto che questi risultati, per dichiarazione della stessa Corte di Cassazione, sono suscettibili di modificazione e di integrazione, nel supremo interesse della concordia degli italiani, si consente che, fino alla proclamazione dei risultati definitivi, il Presidente del Consiglio dei Ministri, on.le Alcide De Gasperi, eserciti i poteri del Capo dello Stato, di cui all'art. 2, DLL 16 marzo 1946, n. 98, secondo i principi dell'attuale ordinamento costituzionale». Il documento fu sottoposto l'11 giugno da De Gasperi alla visione di Umberto II che si riservò di decidere per il giorno dopo.
Contemporaneamente, a Napoli, città con un'elevata percentuale di popolazione di preferenza monarchica, i risultati del referendum accesero gli animi e la contestazione monarchica diede luogo a dei disordini; un corteo cercò di assaltare la sede del PCI in via Medina per togliere una bandiera tricolore esposta priva dello stemma sabaudo, ma raffiche di mitragliatrice, sparate da un'autoblindo della polizia che cercava di mantenere l'ordine pubblico, uccisero nove manifestanti monarchici, mentre altri 150 rimasero feriti.
Nella tarda mattinata del 12 giugno giunse al Presidente del Consiglio la risposta scritta del Quirinale nella quale il re dichiarava che avrebbe rispettato: «il responso della maggioranza del popolo italiano espresso dagli elettori votanti, quale sarebbe risultato dal giudizio definitivo della Corte Suprema di Cassazione»; non avendo la corte indicato il numero complessivo degli elettori votanti e quello dei voti nulli, secondo il sovrano, non era ancora certo se la scelta repubblicana, pure in netto vantaggio, rappresentasse la maggioranza degli elettori votanti. Sino al giorno della proclamazione dei risultati definitivi, pertanto, Umberto auspicava « [...] di poter continuare in quella collaborazione intesa a mantenere quanto è veramente indispensabile: l'Unità d'Italia».
Al contrario, la lettera e le proteste dei monarchici, come quelle represse sanguinosamente il giorno prima a Napoli e una nuova manifestazione monarchica dispersa lo stesso 12 giugno, suscitarono le preoccupazioni dei ministri intenzionati quanto prima all'insediamento della Repubblica (secondo la celebre frase del leader socialista Pietro Nenni: «o la Repubblica o il caos!»).

### De Gasperi Capo provvisorio dello Stato repubblicano

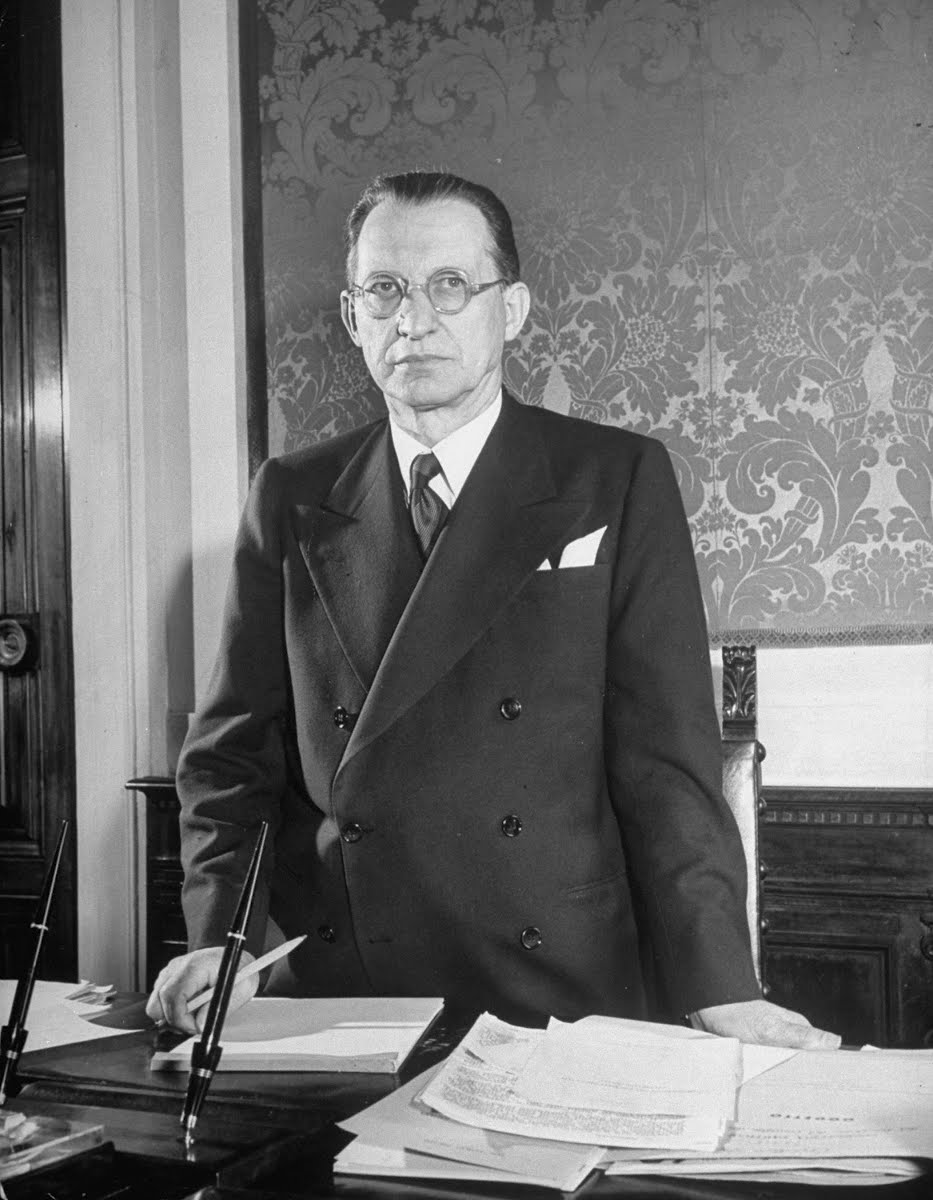
il Presidente del Consiglio Alcide De Gasperi

Il 13 giugno, il Consiglio dei ministri – riunito dalla notte precedente –stabilì che, a seguito della proclamazione dei risultati data il 10 giugno, da parte della Corte di cassazione, le funzioni di Capo provvisorio dello Stato, in base all'art. 2 del decreto legislativo luogotenenziale n. 98 del 16 marzo 1946, dovevano essere già assunte ope legis dal Presidente del Consiglio Alcide De Gasperi, nonostante il rinvio della comunicazione dei dati definitivi. Secondo il parere della maggioranza dei ministri, infatti, sarebbe stato assurdo non rivestire di alcuna rilevanza l'annuncio del 10 giugno 1946, che altrimenti la Cassazione avrebbe potuto non dare.
Il ministro del tesoro, il liberale Epicarmo Corbino dichiarò: «In definitiva la questione riguarda soprattutto la persona di De Gasperi: vorrei sapere se si rende conto della responsabilità che si assume con questo ordine del giorno». Di fronte alla risposta positiva del Presidente del Consiglio si procedette alla votazione che ottenne la totalità dei voti favorevoli dei membri del governo, con l'unica eccezione del ministro liberale Leone Cattani. Tuttavia, fino alla pronuncia dei risultati definitivi, l'attività di De Gasperi quale capo di Stato facente funzioni restò limitata ad atti preparatori e materiali. Infatti, i primi provvedimenti emanati da De Gasperi in virtù dei poteri di capo provvisorio dello stato sono datati 19 giugno 1946.
Secondo i monarchici, invece, il governo non volle attendere la seduta della Corte di Cassazione fissata per il 18 giugno perché, con questa proroga di tempo, sarebbe stato possibile un ricontrollo delle schede elettorali, ricontrollo che avrebbe portato alla luce eventuali brogli che, in quel frangente poteva dare la miccia per una rivoluzione civile che il governo voleva scongiurare.

### Proclama e partenza dell'ex re

Umberto II di Savoia nell'atto di lasciare l'Italia

Dopo che il consiglio dei ministri, nella notte fra il 12 e il 13 giugno, aveva trasferito le funzioni di Capo dello Stato ad Alcide De Gasperi senza attendere il pronunciamento definitivo della Corte di Cassazione, Umberto II di Savoia diramò un proclama nel quale denunciò la presunta illegalità commessa dal governo, e il giorno stesso partì polemicamente in aeroplano da Ciampino alla volta del Portogallo, con decisione unilaterale.
In base al decreto di indizione del referendum, la forma istituzionale vincitrice avrebbe dovuto aggiudicarsi la maggioranza degli elettori votanti. L'irregolarità segnalata da Umberto II sarebbe consistita nel non aver preso in considerazione il numero delle schede nulle - perché ancora non reso noto dalla Corte di Cassazione - nel calcolo della maggioranza degli elettori votanti. Secondo l'interpretazione sostenuta dai monarchici, infatti, tale espressione doveva intendersi come "la maggioranza dei consensi nella somma dei voti a monarchia, repubblica, schede bianche e schede nulle". Quest'ultima interpretazione avrebbe consentito il mantenimento della forma istituzionale monarchica anche in caso di sconfitta, qualora la repubblica, pur maggioritaria, non avesse raggiunto la metà più uno dei voti, conteggiando per valide anche le schede bianche o nulle; ma anche il mantenimento del regime monarchico, in base all'art. 2 del decreto, era subordinato al conseguimento della "maggioranza degli elettori votanti" da parte della monarchia e, pertanto, l'interpretazione di conteggiare anche le schede bianche e nulle tra i votanti non sembra coerente con il contesto normativo, perché ne sarebbe potuto risultare uno scenario senza alcun vincitore. Sarà infatti respinta cinque giorni dopo (il 18 giugno) dalla Corte di Cassazione e comunque si rivelerà ininfluente, visto il distacco conseguito dalla scelta repubblicana sui voti espressi in favore della monarchia nel risultato referendario definitivo.

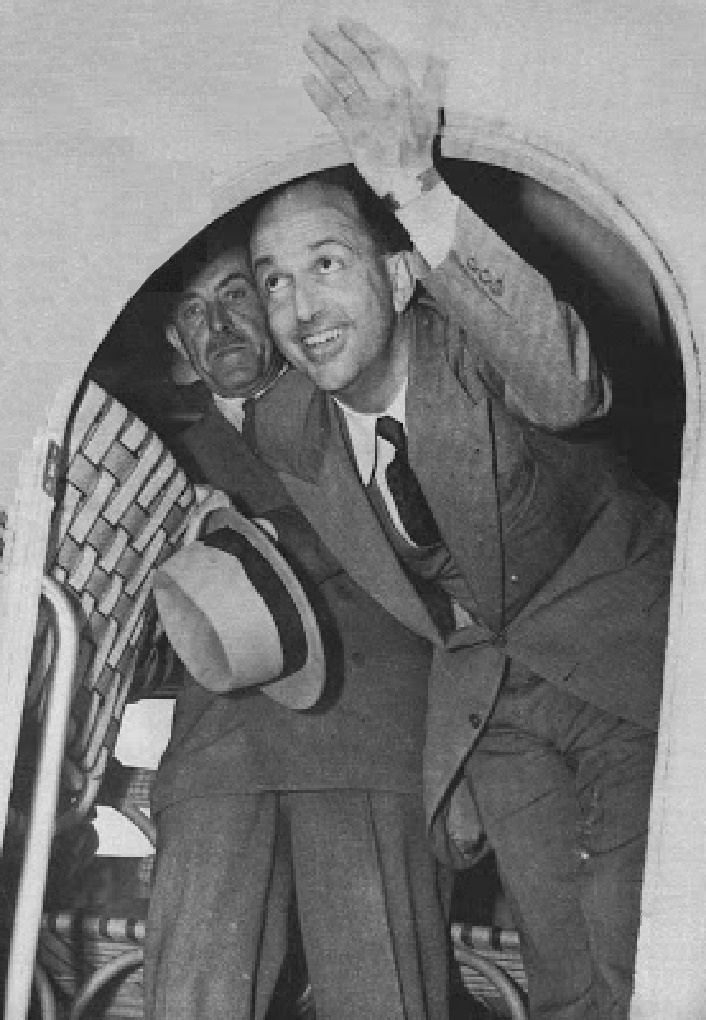
13 giugno 1946, il re Umberto II mentre sale sull'aeroplano che lo condurrà da Ciampino in Portogallo.

Benché da più parti gli fossero pervenuti inviti a resistere, Umberto preferì comunque prendere atto della sconfitta, valutando che l'alternativa potesse essere l'innesco di una guerra civile fra monarchici e repubblicani, soprattutto a seguito dei fatti di Napoli ed essendo stato informato dal generale Maurice Stanley Lush che gli alleati non sarebbero intervenuti a difesa della sua incolumità neanche in caso di palese spregio delle leggi. L'ex re inizialmente ventilò che il suo allontanamento potesse essere anche soltanto temporaneo, pro bono pacis. Tuttavia, nel proclama diffuso prima di partire, affidò la patria agli italiani (e non ai loro rappresentanti eletti democraticamente) e sciolse i militari e i funzionari dello Stato dal precedente giuramento di fedeltà al re.
Anche dopo l'ufficializzazione definitiva dei risultati, effettuata dalla Corte di Cassazione il 18 giugno 1946, l'ex re non riconobbe la validità del referendum e ne rifiutò l'esito, nonostante le assicurazioni rese prima della consultazione e nei giorni successivi. Non abdicò mai, ma tale evenienza non era prevista nel decreto legislativo luogotenenziale n. 98 del 16 marzo 1946 in caso di vittoria repubblicana.
Il proclama di Umberto II del 13 giugno 1946:
Nell'assumere la Luogotenenza Generale del Regno prima e la Corona poi, io dichiarai che mi sarei inchinato al voto del popolo, liberamente espresso, sulla forma istituzionale dello Stato. E uguale affermazione ho fatto subito dopo il 2 giugno, sicuro che tutti avrebbero atteso le decisioni della Corte Suprema di Cassazione, alla quale la legge ha affidato il controllo e la proclamazione dei risultati definitivi del referendum.
Di fronte alla comunicazione di dati provvisori e parziali fatta dalla Corte Suprema; di fronte alla sua riserva di pronunciare entro il 18 giugno il giudizio sui reclami e di far conoscere il numero dei votanti e dei voti nulli; di fronte alla questione sollevata e non risolta sul modo di calcolare la maggioranza, io, ancora ieri, ho ripetuto che era mio diritto e dovere di Re attendere che la Corte di Cassazione facesse conoscere se la forma istituzionale repubblicana avesse raggiunto la maggioranza voluta.
Improvvisamente questa notte, in spregio alle leggi ed al potere indipendente e sovrano della Magistratura, il governo ha compiuto un gesto rivoluzionario, assumendo, con atto unilaterale ed arbitrario, poteri che non gli spettano e mi ha posto nell'alternativa di provocare spargimento di sangue o di subire la violenza.
Italiani!
Mentre il Paese, da poco uscito da una tragica guerra, vede le sue frontiere minacciate e la sua stessa unità in pericolo, io credo mio dovere fare quanto sta ancora in me perché altro dolore e altre lacrime siano risparmiate al popolo che ha già tanto sofferto. Confido che la Magistratura, le cui tradizioni di indipendenza e di libertà sono una delle glorie d'Italia, potrà dire la sua libera parola; ma, non volendo opporre la forza al sopruso, né rendermi complice dell'illegalità che il Governo ha commesso, lascio il suolo del mio Paese, nella speranza di scongiurare agli Italiani nuovi lutti e nuovi dolori. Compiendo questo sacrificio nel supremo interesse della Patria, sento il dovere, come Italiano e come Re, di elevare la mia protesta contro la violenza che si è compiuta; protesta nel nome della Corona e di tutto il popolo, entro e fuori dai confini, che aveva il diritto di vedere il suo destino deciso nel rispetto della legge e in modo che venisse dissipato ogni dubbio e ogni sospetto.
A tutti coloro che ancora conservano fedeltà alla Monarchia, a tutti coloro il cui animo si ribella all'ingiustizia, io ricordo il mio esempio, e rivolgo l'esortazione a voler evitare l'acuirsi di dissensi che minaccerebbero l'unità del Paese, frutto della fede e del sacrificio dei nostri padri, e potrebbero rendere più gravi le condizioni del trattato di pace.
Con animo colmo di dolore, ma con la serena coscienza di aver compiuto ogni sforzo per adempiere ai miei doveri, io lascio la mia terra. Si considerino sciolti dal giuramento di fedeltà al Re, non da quello verso la Patria, coloro che lo hanno prestato e che vi hanno tenuto fede attraverso tante durissime prove. Rivolgo il mio pensiero a quanti sono caduti nel nome d'Italia e il mio saluto a tutti gli Italiani.
Qualunque sorte attenda il nostro Paese, esso potrà sempre contare su di me come sul più devoto dei suoi figli.
Viva l'Italia!
Umberto

Roma, 13 giugno 1946»
Al proclama dell'ex re, seguì la ferma risposta del Presidente del Consiglio De Gasperi, che lo definì « [...] un documento penoso, impostato su basi false ed artificiose». De Gasperi puntualizzò che si tentò espressamente di tener nascosta al Presidente del Consiglio la partenza del re. Ribadì che i dati diffusi dalla Corte di Cassazione il 10 giugno 1946 non fossero una semplice comunicazione ma una proclamazione a tutti gli effetti. Già nella notte del 10-11 giugno il governo «prese atto della proclamazione dei risultati del referendum che riconosceva la maggioranza alla repubblica, riservandosi di decidere sui provvedimenti concreti che ne derivavano». Ricordò che nei due giorni successivi erano incorse trattative tra governo e sovrano sulle modalità di delega dei poteri regi al Presidente del Consiglio, senza che il sovrano stesso avesse nulla da eccepire. Tali trattative sarebbero state bruscamente interrotte da una telefonata del ministro della Real Casa Lucifero nella serata del 12 giugno, costringendo il governo a ribadire il suo punto di vista circa gli effetti costituzionali della proclamazione. De Gasperi, quindi, respinse l'affermazione contenuta nel proclama emesso dall'ormai ex-re il 13 giugno alle ore 22:30, relativamente a un presunto "gesto rivoluzionario" e sull'arbitrarietà dell'assunzione dei poteri da parte del governo. Respinse anche l'accusa di "spregio alle leggi ed al potere indipendente e sovrano della Magistratura" e di aver posto l'ex-re "nell'alternativa di provocare spargimento di sangue o di subire la violenza". Il Presidente del Consiglio terminò il documento osservando che «un periodo che non fu senza dignità si conclude con una pagina indegna. Il governo e il buon senso degli Italiani provvederanno a riparare questo gesto disgregatore, rinsaldando la loro concordia per l'avvenire democratico della Patria».

### Integrazione dei dati e giudizio definitivo sulle contestazioni

Emblema adottato dalla Repubblica Italiana nel 1948

Alle 6 di sera del 18 giugno, nell'Aula della Lupa di Montecitorio a Roma, la Corte di Cassazione, con dodici magistrati contro sette, stabilì che per "maggioranza degli elettori votanti", prevista dalla legge istitutiva del referendum (art. 2 del decreto legislativo luogotenenziale n. 98 del 16 marzo 1946), si dovesse intendere la "maggioranza dei voti validi", cioè la maggioranza dei consensi senza contare il numero delle schede bianche e delle nulle, che furono considerati voti non validi. La Suprema Corte, quindi, respinse i ricorsi dei monarchici e procedette alla pubblicazione dei risultati definitivi della consultazione referendaria: 12 717 923 voti favorevoli alla repubblica; 10 719 284 voti favorevoli alla monarchia e 1 498 136 voti nulli. Anche tenendo conto delle schede bianche o nulle, pertanto, la Repubblica aveva conseguito la maggioranza assoluta dei votanti, rendendo ininfluente ogni discussione sotto il profilo giuridico interpretativo.
Nel 1960 Giuseppe Pagano, presidente della Corte di Cassazione il 18 giugno 1946, ma facente parte della fazione risultata minoritaria nella votazione, in un'intervista a Il Tempo di Roma, affermò che i ristretti tempi di applicazione della legge istitutiva del referendum non avevano consentito alla Corte di svolgere tutti i lavori di accertamento, anche perché numerose corti di appello non erano riuscite a mandare i verbali alla Cassazione entro la data prevista. Inoltre, «l'angoscia del governo di far dichiarare la repubblica era stata tale da indurre al colpo di Stato prima che la Corte Suprema stabilisse realmente i risultati validi definitivi». Secondo il magistrato, tuttavia, non vi furono brogli; anche l'accoglimento della posizione filo-monarchica, infatti « [...] non avrebbe mai potuto spostare la maggioranza a favore della monarchia, poteva soltanto diminuire sensibilmente la differenza tra il numero dei voti a favore della monarchia e quello dei voti a favore della repubblica».

## Le prime istituzioni repubblicane

### Enrico De Nicola Capo provvisorio dello Stato
Come detto, il 2 e 3 giugno, contemporaneamente al referendum istituzionale, si tennero le elezioni per l'Assemblea Costituente, che dettero ai partiti favorevoli alla repubblica una maggioranza di gran lunga superiore a quella ottenuta nel referendum. Tra i componenti il Comitato di Liberazione Nazionale, infatti, il solo Partito Liberale Italiano si era pronunciato in favore della monarchia.
In base al più volte citato art. 2, D.L.Lgt. n. 98/1946, l'Assemblea, nella sua prima riunione del 28 giugno 1946, elesse a Capo provvisorio dello Stato, l'on. Enrico De Nicola, con 396 voti su 501, al primo scrutinio. Con l'entrata in vigore della nuova Costituzione della Repubblica Italiana, De Nicola assumerà per primo le funzioni di Presidente della Repubblica Italiana (1º gennaio 1948).
Sempre ai sensi dell'art. 2, D.L.Lgt. n. 98/1946, il Governo presentò le proprie dimissioni nelle mani del nuovo Capo Provvisorio dello Stato che, successivamente conferì a De Gasperi l'incarico di formare il primo Governo della Repubblica Italiana.
Il 15 luglio 1946 il presidente dell'Assemblea Costituente, Giuseppe Saragat, leggeva il primo messaggio del Capo dello Stato Enrico de Nicola.
Messaggio del Capo provvisorio dello Stato, Enrico De Nicola, all'Assemblea Costituente, 15 luglio 1946:
La grandezza morale di un popolo si misura dal coraggio con cui esso subisce le avversità della sorte, sopporta le sventure, affronta i pericoli, trasforma gli ostacoli in alimento di propositi e di azione, va incontro al suo incerto avvenire. La nostra volontà gareggerà con la nostra fede. E l'Italia – rigenerata dai dolori e fortificata dai sacrifici – riprenderà il suo cammino di ordinato progresso nel mondo, perché il suo genio è immortale. Ogni umiliazione inflitta al suo onore, alla sua indipendenza, alla sua unità provocherebbe non il crollo di una Nazione, ma il tramonto di una civiltà: se ne ricordino coloro che sono oggi gli arbitri dei suoi destini.
Se è vero che il popolo italiano partecipò a una guerra, che – come gli Alleati più volte riconobbero nel periodo più acuto e più amaro delle ostilità – gli fu imposta contro i suoi sentimenti, le sue aspirazioni e i suoi interessi, non è men vero che esso diede un contributo efficace alla vittoria definitiva, sia con generose iniziative, sia con tutti i mezzi che gli furono richiesti, meritando il solenne riconoscimento – da chi aveva il diritto e l'autorità di tributarlo – dei preziosi servigi resi continuamente e con fermezza alla causa comune, nelle forze armate – in aria, sui mari, in terra e dietro le linee nemiche. La vera pace – disse un saggio – è quella delle anime. Non si costruisce un nuovo ordinamento internazionale, saldo e sicuro, sulle ingiustizie che non si dimenticano e sui rancori che ne sono l'inevitabile retaggio. La Costituzione della Repubblica italiana – che mi auguro sia approvata dall'Assemblea, col più largo suffragio, entro il termine ordinario preveduto dalla legge – sarà certamente degna delle nostre gloriose tradizioni giuridiche, assicurerà alle generazioni future un regime di sana e forte democrazia, nel quale i diritti dei cittadini e i poteri dello Stato siano egualmente garantiti, trarrà dal passato salutari insegnamenti, consacrerà per i rapporti economico-sociali i principi fondamentali, che la legislazione ordinaria – attribuendo al lavoro il posto che gli spetta nella produzione e nella distribuzione della ricchezza nazionale – dovrà in seguito svolgere e disciplinare.
Accingiamoci, adunque, alla nostra opera senza temerarie esaltazioni e senza sterili scoramenti, col grido che erompe dai nostri cuori pervasi dalla tristezza dell'ora ma ardenti sempre di speranza e di amore per la Patria: Che Iddio acceleri e protegga la resurrezione d'Italia!»

### La Costituzione della Repubblica
La nuova costituzione repubblicana, approvata dall'Assemblea Costituente ed entrata in vigore il 1º gennaio 1948, statuisce, all'art. 1: "L'Italia è una Repubblica democratica, fondata sul lavoro". Sancisce, inoltre, all'art. 139, che: "La forma repubblicana non può essere oggetto di revisione costituzionale".
La carta fu integrata con alcune disposizioni transitorie e finali, fra cui la I, che prescriveva: "Con l'entrata in vigore della Costituzione il Capo provvisorio dello Stato esercita le attribuzioni di Presidente della Repubblica e ne assume il titolo". Inoltre, la XIII disposizione stabiliva il divieto di entrare in Italia per gli ex re, le loro consorti e i loro discendenti maschi.
L'efficacia di questa disposizione cessò con l'entrata in vigore della Legge Costituzionale 23 ottobre 2002, n. 1, dopo un dibattito in parlamento e nel Paese durato molti anni e Vittorio Emanuele di Savoia, figlio di Umberto II, poté entrare in Italia con la sua famiglia già nel dicembre successivo per una breve visita. L'ex regina Maria José era già stata autorizzata a rientrare in Italia nel 1987 in quanto, con la scomparsa del marito Umberto ed essendo rimasta vedova si riconobbe come cessato il suo status di "consorte".

## Analisi storica

### Il sospetto di brogli elettorali
I monarchici attribuirono subito la sconfitta a tali presunti brogli e a scorrettezze nella convocazione dei comizi e nello svolgimento del referendum. Stime monarchiche valutano in circa tre milioni i voti che andarono persi per diverse ragioni, numero maggiore della differenza tra l'opzione repubblicana e quella monarchica.
Alcuni storici sostengono una ricostruzione che vede Togliatti intervenire per ritardare il rientro in Italia dei reduci dai campi di prigionia russi, in quanto ne avrebbe temuto le testimonianze ai fini del voto.
Tra le anomalie più rilevanti secondo i monarchici vi furono le seguenti:
- Molti prigionieri di guerra si trovavano ancora all'estero e quindi impossibilitati a votare. Il referendum sarebbe quindi stato indetto intenzionalmente senza attenderne il rientro.
- Parte delle province orientali (Trieste, Gorizia e Bolzano) non erano ancora state restituite alla sovranità italiana, e quindi, il risultato sarebbe stato da considerarsi soltanto parziale. Si trattava peraltro di province appartenenti all'area settentrionale (nella quale il voto repubblicano aveva ottenuto generalmente un'ampia maggioranza).
- I primi risultati pervenuti indicavano una netta prevalenza di voti a favore della monarchia, in particolare i rapporti del Corpo dei Carabinieri Reali provenienti direttamente dai seggi elettorali.
- Analisi statistiche avrebbero poi evidenziato come il numero dei voti registrati fosse superiore a quello dei possibili elettori[65]. Nel disordine generale seguito alla guerra, pare possibile che un numero di elettori abbia usato documenti d'identità falsi, per votare più volte.

Nessuna delle suddette anomalie implica necessariamente una penalizzazione del voto monarchico o una frode a favore della repubblica: è infatti del tutto impossibile sapere a chi sarebbero andati i voti mancati, o a favore di quale delle due opzioni siano stati espressi i presunti voti duplicati, né si conosce il grado di rappresentatività del campione dei primi risultati e dei rapporti dei carabinieri.
I monarchici presentarono numerosi reclami giudiziari, che vennero però respinti tutti dalla Corte di Cassazione il 18 giugno 1946.
Uno studio pubblicato nel 2012, basato su un'analisi statistica del voto a livello di singolo comune, usando la legge di Benford e varie simulazioni, afferma che non vi siano indizi di avvenuti brogli elettorali in fase di scrutinio.

### Sociologia del voto
Il divario fra le preferenze espresse per la repubblica e quelle per la monarchia fu una sorpresa, in quanto lo si prevedeva di un'entità anche superiore a quello di circa due milioni, poi risultato dallo scrutinio ufficiale. Nel nord colpì il voto del Piemonte, territorio storicamente legato a Casa Savoia, dove la repubblica aveva vinto con il 56,9%. La regione dove si ebbe la maggior percentuale di voti nulli fu la Valle d'Aosta, altro territorio storicamente legato alla Casa sabauda.
Sono state proposte diverse interpretazioni sociologiche e statistiche del voto che avrebbero intravisto influenze della condizione economica del momento, dell'ingresso dell'elettorato femminile, o da molti altri fattori.
Dai dati del voto l'Italia risultò divisa in un sud monarchico e un nord repubblicano. Le cause di questa netta dicotomia possono essere ricercate nella differente storia delle due parti dell'Italia dopo l'armistizio dell'8 settembre 1943. Per le regioni del sud la guerra finì appunto nel 1943 con l'occupazione alleata e la progressiva ripresa del cosiddetto "Regno del Sud". Per contro, il nord dovette vivere quasi due anni di occupazione nazista e di lotta partigiana (contro appunto i tedeschi e i fascisti della RSI) e fu l'insanguinato teatro della guerra civile (che ebbe echi protrattisi anche molto dopo la cessazione formale delle ostilità). Le forze più impegnate nella guerra partigiana facevano capo a partiti apertamente repubblicani (Partito comunista, Partito socialista, Movimento di Giustizia e Libertà).
Una delle cause che contribuì alla sconfitta della monarchia fu probabilmente una valutazione negativa della figura di Vittorio Emanuele III, giudicato da una parte corresponsabile degli orrori del fascismo; dall'altro la sua decisione di abbandonare Roma, e con essa l'esercito italiano che venne lasciato privo di ordini, per rifugiarsi nel sud subito dopo la proclamazione dell'armistizio di Cassibile, fu vista come una vera e propria fuga e non migliorò certo la fiducia degli italiani verso la monarchia.
Le vicende della seconda guerra mondiale non aumentarono le simpatie verso la monarchia, anche a causa degli atteggiamenti discordanti di alcuni membri della casa regnante. La moglie di Umberto, la principessa Maria José, cercò nel 1943, attraverso contatti con le forze alleate, di negoziare una pace separata muovendosi al di fuori della diplomazia ufficiale.

## Cronologia del referendum
- 1º marzo - Il governo, presieduto da Alcide De Gasperi, avvia le procedure per la realizzazione del referendum istituzionale perfezionando il relativo disegno di legge, nel quale si stabilisce il quesito da sottoporre al voto, direttamente e chiaramente "monarchia o repubblica".
- 12 marzo - Il referendum viene indetto per i giorni 2 e 3 giugno dello stesso anno e vengono convocati i comizi (decreto luogotenenziale n. 98).
- 16 marzo - Umberto II firma il decreto luogotenenziale n. 98 che indice il referendum. Nello stesso giorno vengono rese pubbliche alcune dichiarazioni di Vittorio Emanuele III, che annuncia di voler abdicare.
- 25 aprile - Al congresso della Democrazia Cristiana Attilio Piccioni rivela che, dopo un'inchiesta interna, l'opinione degli iscritti al partito risulta così ripartita: 60% a favore della repubblica, 17% a favore della monarchia, 23% indecisi.
- 9 maggio - Vittorio Emanuele III abdica e lascia l'Italia partendo da Napoli, in nave. La partenza segue un lungo incontro con Umberto.
- 10 maggio - Di prima mattina Umberto annuncia l'avvenuta abdicazione del padre e la propria elevazione a re d'Italia. Il governo modifica la formula istituzionale con la quale il nuovo re avrebbe siglato i suoi atti: da "Umberto II, per grazia di Dio e per volontà della Nazione, Re d'Italia" a "Umberto II, Re d'Italia".
- 2 giugno - Primo giorno di votazioni per il referendum istituzionale e per l'Assemblea Costituente.
- 3 giugno - Secondo giorno di votazioni.
- 4 giugno - Il ministro dell'interno Giuseppe Romita trasmette al Presidente del Consiglio De Gasperi i primi dati, pervenuti sino alle ore 8 e provenienti soprattutto dal Mezzogiorno, indicanti la monarchia in vantaggio[69]. De Gasperi telefona al ministro della real casa Falcone Lucifero per comunicargli tali dati, precisando che si tratta di risultati assai parziali che non permettono alcuna conclusione e, pertanto, non gli consentono di avvalorare le considerazioni del ministro Romita che la vittoria della repubblica sia ancora possibile[69]. Papa Pio XII riceve da fonti vicine ai carabinieri una previsione di vittoria della monarchia[63].
- 5 giugno - A spoglio ormai avanzato, L'Unità esce con un titolo che dà per certa la vittoria della repubblica, sia pur con qualche residua cautela[70]. Alle ore 10.30, De Gasperi è ricevuto al Quirinale e informa il re del considerevole vantaggio della repubblica, leggendogli i dati ancora provvisori[70]. Umberto gli comunica la volontà di lasciare il paese ed esprime il desiderio di rivolgere un messaggio d'addio alla Nazione. De Gasperi acconsente[71]. In serata, il Ministero dell'interno, sulla base dei dati in suo possesso, annuncia ufficiosamente la vittoria della repubblica. La regina Maria José e i principi reali lasciano immediatamente il paese sul Duca degli Abruzzi, diretti in Portogallo[72].
- 7 giugno - Un gruppo di professori monarchici dell'Università di Padova sollevano presso la Corte di cassazione un primo ricorso sull'interpretazione da darsi alla "maggioranza dei voti validi"[72]. Umberto si reca in Vaticano e si congeda da Papa Pio XII[73].
- 8 giugno - L'esponente monarchico Enzo Selvaggi, presentatosi nelle liste del Fronte dell'Uomo Qualunque, scrive una lettera al Presidente De Gasperi, nella quale comunica di far proprio il ricorso dei professori padovani[74].
- 10 giugno - La Corte di Cassazione secondo quanto attestato dai verbali, proclama i risultati del referendum, e cioè: 12 672 767 voti per la repubblica, e 10 688 905 per la monarchia, riservandosi di rendere pubblici i risultati definitivi e il giudizio definitivo su contestazioni, proteste e reclami per il successivo 18 giugno. Le manifestazioni monarchiche non sempre pacifiche, specialmente nelle grandi città meridionali (Napoli, Taranto), ma anche a Roma, vengono disperse dalla forza pubblica lasciando anche alcuni morti sul terreno[46].
- 11 giugno - Gli organi d'informazione danno ampiamente notizia della vittoria della Repubblica[75]. Il Consiglio dei Ministri delibera di sottoporre a Umberto II un documento con il quale prenda atto della proclamazione favorevole alla repubblica dei risultati del referendum, fatta il giorno precedente dalla Corte di Cassazione e consenta che il Presidente del Consiglio dei Ministri, on.le Alcide De Gasperi, eserciti i poteri del Capo dello Stato, di cui all'art. 2, DLL 16 marzo 1946, n. 98. Umberto si riserva di decidere per il giorno successivo.
- 12 giugno - Il re scrive al Presidente del Consiglio dei Ministri di non acconsentire al trasferimento immediato dei poteri di Capo dello Stato ma che avrebbe rispettato « [...] il responso della maggioranza del popolo italiano espresso dagli elettori votanti, quale risulterà dal giudizio definitivo della Corte Suprema di Cassazione», aderendo in tal modo all'interpretazione data nel ricorso Selvaggi e dei professori padovani.
- 12 giugno - Il Ministro di grazia e giustizia Palmiro Togliatti, in seguito alle migliaia di denunce di brogli che continuano a piovere da parte dell'Unione Monarchica Italiana, dichiara che «vi sono ricorsi che possono anche richiedere l'esame delle schede che tra l'altro non sono qui e forse sono distrutte»[76]. Già all'epoca, infatti, la proclamazione del risultato elettorale, da parte della Corte, era stata effettuata a seguito del controllo dei soli verbali di sezione. I sostenitori della monarchia ribadiranno più volte che «sacchi e pacchi di verbali saranno poi rinvenuti nei luoghi più disparati»[77], ma i ricorsi dei monarchici pervenuti alla Suprema Corte saranno comunque respinti il 18 giugno.
- 13 giugno - Dopo una riunione notturna, il governo delibera che, a seguito della proclamazione dei risultati data il 10 giugno, da parte della Corte di Cassazione, le funzioni di Capo provvisorio dello Stato, in base all'art. 2 del decreto legislativo luogotenenziale n. 98 del 16 marzo 1946, erano trasferite ope legis al Presidente del Consiglio Alcide De Gasperi, nonostante il rinvio della comunicazione dei dati definitivi e il parere contrario del re. Umberto di Savoia, dopo aver rivolto un proclama agli italiani in cui contesta la decisione del governo, la presunta violazione della legge e il comportamento dei suoi ministri, parte volontariamente in aereo per Lisbona dichiarando di voler evitare una guerra civile.
- 18 giugno - La Corte di cassazione conferma la vittoria repubblicana con 12 717 923 voti favorevoli contro 10 719 284 voti favorevoli alla monarchia e 1 498 136 voti nulli. La corte inoltre, con maggioranza di dodici magistrati contro sette, tra i quali il voto contrario del presidente Giuseppe Pagano, stabilisce che per maggioranza degli elettori votanti, prevista dalla legge istitutiva del referendum (art. 2 del decreto legislativo luogotenenziale n. 98 del 16 marzo 1946), si debba intendere la maggioranza dei voti validi, cioè la maggioranza dei consensi senza contare il numero delle schede bianche e delle nulle. Tale giudizio fu comunque ininfluente, in quanto, anche conteggiando le schede bianche o nulle tra i voti validi, la Repubblica avrebbe ottenuto la maggioranza assoluta. Tutti i ricorsi presentati dai monarchici furono, quindi, respinti.